# Don’t Cha
"Don't Cha" – pierwszy singel grupy The Pussycat Dolls pochodzący z jej pierwszego albumu PCD (2005).
Utwór okazał się ogromnym sukcesem, zarówno na listach przebojów jak i sprzedaży fizycznej. Singel sprzedał się w prawie 7 milionach egzemplarzy. Tekst utworu napisali Cee-Lo i Sir Mix-a-Lot. Jest to cover utworu Tori Almaze, nagranego w 2004. Gościnnie w utworze zaśpiewał Busta Rhymes.

## Lista utworów
U.S. CD Single
1. "Don't Cha" [Radio Edit] – 4:05
2. "Don't Cha" (Featuring Busta Rhymes) [Radio Edit] – 3:39

U.S. Re-Release
1. "Don't Cha" (Featuring Busta Rhymes) (More Booty Mix – Explicit)
2. "Don't Cha" (More Booty Mix With No Rap – Explicit)

U.S. CD Maxi Single
1. "Don't Cha" [Ralphi Rosario Hot Freak Radio Mix]
2. "Don't Cha" [Kaskade Radio Edit]
3. "Don't Cha" [Ralphi's Hot Freak 12" Vox Mix]
4. "Don't Cha" [Kaskade Club Mix]
5. "Don't Cha" [DJ Dan's Sqweegee Dub]

UK 2-Track CD single
1. "Don't Cha" (Featuring Busta Rhymes) [Main Mix – Explicit] – 4:32
2. "Don't Cha" [Radio Edit] – 4:04

UK CD Maxi Single
1. "Don't Cha" (Featuring Busta Rhymes) [Radio Edit – Explicit] – 3:40
2. "Don't Cha" (Featuring Busta Rhymes) [More Booty Mix – Explicit]
3. "Don't Cha" [Radio Edit] – 4:05
4. "Don't Cha" (Featuring Busta Rhymes) [Video] – 4:36

## Listy przebojów
| Lista przebojów (2005)            | Pozycja |
| --------------------------------- | ------- |
| Australia ARIA Singles Chart      | 1       |
| Austria Top 75 Singles            | 2       |
| Belgia Top 50 Singles             | 1       |
| Billboard Hot 100                 | 2       |
| Billboard Pop 100                 | 1       |
| Billboard Hot Ringtones           | 1       |
| Dania Top 40 Singles              | 2       |
| Finlandia Top 20 Singles          | 7       |
| Francja Top 100 Singles           | 6       |
| Holandia Top 40 Singles           | 2       |
| Irlandia Top 50 Singles           | 1       |
| Niemcy Top 100 Singles            | 1       |
| Norwegia Top 20 Singles           | 1       |
| Nowa Zelandia RIANZ Singles Chart | 1       |
| Szwajcaria Top 100 Singles        | 6       |
| Szwecja Top 60 Singles            | 5       |
| United World Chart                | 1       |
| Wielka Brytania Top 75 Singles    | 1       |
| Włochy Top 50 Singles             | 5       |

## Wykorzystanie
- Dziewczyny z PCD wzięły udział w kampanii reklamowej sklepów obuwniczych Deichmann w 2007 r. Zespół reklamował kolekcję butów "Star Collection: Pussycat Dolls". W reklamie Deichmanna został wykorzystany utwór dziewczyn Buttons. Następnie powstała nowa kolekcja, a do reklamy została wykorzystana piosenka Don't Cha.
- Utwór Don't Cha został wykorzystany w grze komputerowej The Sims 2: Zwierzaki.

## Certyfikaty
| Państwo           | Certyfikat |
| ----------------- | ---------- |
| Australia         | platyna x2 |
| Austria           | złoto      |
| Belgia            | złoto      |
| Niemcy            | złoto      |
| Nowa Zelandia     | złoto      |
| Szwecja           | złoto      |
| Szwajcaria        | złoto      |
| UK                | srebro     |
| Stany Zjednoczone | platyna    |